# 龙潭水库 (株洲)
龙潭水库位于湖南省株洲市株洲县，是一座以防洪、灌溉为主的中型水库，库容约2373万立方米，设计灌溉面积约17306公顷。